# Ichthyophis biangularis
Ichthyophis biangularis är en groddjursart som beskrevs av Taylor 1965. Ichthyophis biangularis ingår i släktet Ichthyophis och familjen Ichthyophiidae. IUCN kategoriserar arten globalt som otillräckligt studerad. Inga underarter finns listade i Catalogue of Life.